# Rance (fleuve)
Pour les articles homonymes, voir Rance.
Ne doit pas être confondu avec Rance (affluent du Tarn), Rance (affluent du Célé) ou Rance (affluent du Mazan).
La Rance est un fleuve côtier de l'Ouest de la France, au nord de la Bretagne. Elle prend sa source dans les monts du Mené à Collinée, dans le département des Côtes-d'Armor, et se jette dans la Manche entre Dinard et Saint-Malo dans le département d'Ille-et-Vilaine.

## Hydronymie et toponymie
Il est attesté sous les formes Renc au IXe siècle, Rinctus, Rinctius au IXe-Xe siècle, Rentia au IXe siècle, Rentius au XIe siècle, Rentie au XIIe, Re(n)cem au XIIe, Rence et Rance au XIIe également.
Les linguistes ont anciennement attribué à Rinctius, un radical Rinc- issu du gaulois (autrement dit celtique continental) *rinc- « bruit strident ».
Cependant cette hypothèse est incompatible avec la forme primitive du nom de la Rance désormais identifié dans Reginca. Il s'agit d'un dérivé formé avec le suffixe -inco sur la racine indo-européenne reg- « arroser, baigner », dont il existait probablement un produit en celtique,.
Son nom participe à la toponymie du canal d'Ille-et-Rance, à la communauté de communes Rance - Frémur, au SAGE Rance Frémur Baie de Beaussais et à de nombreuses communes : Le Minihic-sur-Rance, Plouër-sur-Rance, Pleudihen-sur-Rance, Langrolay-sur-Rance, La Vicomté-sur-Rance, Saint-Samson-sur-Rance.
La forme bretonne du fleuve proposée par l'Office public de la langue bretonne est Ar Renk.

## Géographie

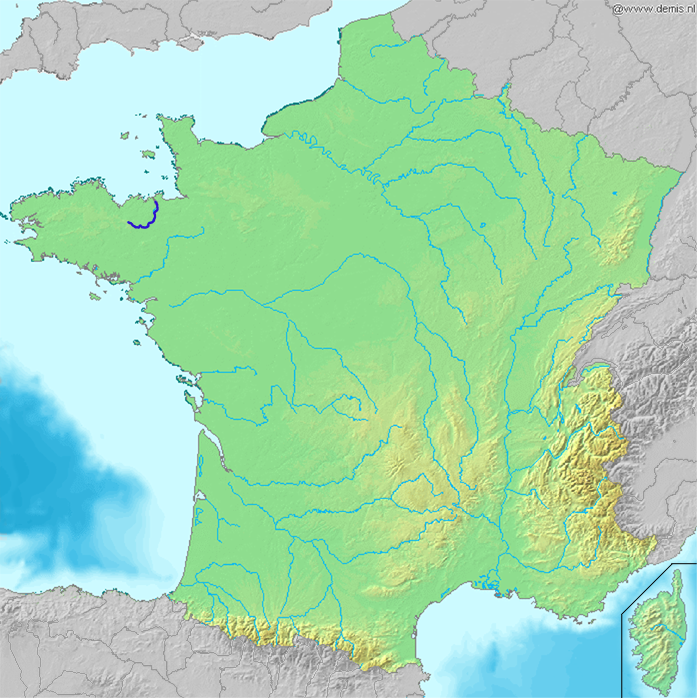
Localisation de la Rance en France.

La Rance est donc un fleuve côtier de Bretagne, elle prend sa source dans le village du Cas de la Plesse (monts du Mené) à 258 m d'altitude et se jette dans la Manche sur la côte nord.
Elle est longue de 103,56 km.
Le cours de la Rance peut être divisé en trois sections :
- la Rance fluviale de la source jusqu'à hauteur d'Évran où le canal d'Ille-et-Rance la rejoint ;
- la Rance canalisée entre Évran et l'écluse du Châtelier ;
- la Rance maritime à partir de l'écluse jusqu'à la mer, son estuaire est barré par le barrage de la Rance ;
- auxquelles vient s'ajouter le canal d'Ille-et-Rance.

### Départements et communes traversés
La Rance traverse 28 communes et deux départements :
- Côtes-d'Armor : Calorguen, Caulnes, Les Champs-Géraux, La Chapelle-Blanche, Le Mené, Dinan, Éréac, Évran, Guenroc, Guitté, Lanrelas, Lanvallay, Mérillac, Plouasne, Plumaugat, Le Quiou, Saint-André-des-Eaux, Saint-Carné, Saint-Jouan-de-l'Isle, Saint-Juvat, Saint-Launeuc, Saint-Maden, Saint-Samson-sur-Rance, Saint-Vran, Taden, Tréfumel , La Vicomté-sur-Rance ;
- Ille-et-Vilaine : Quédillac.

### Rance fluviale

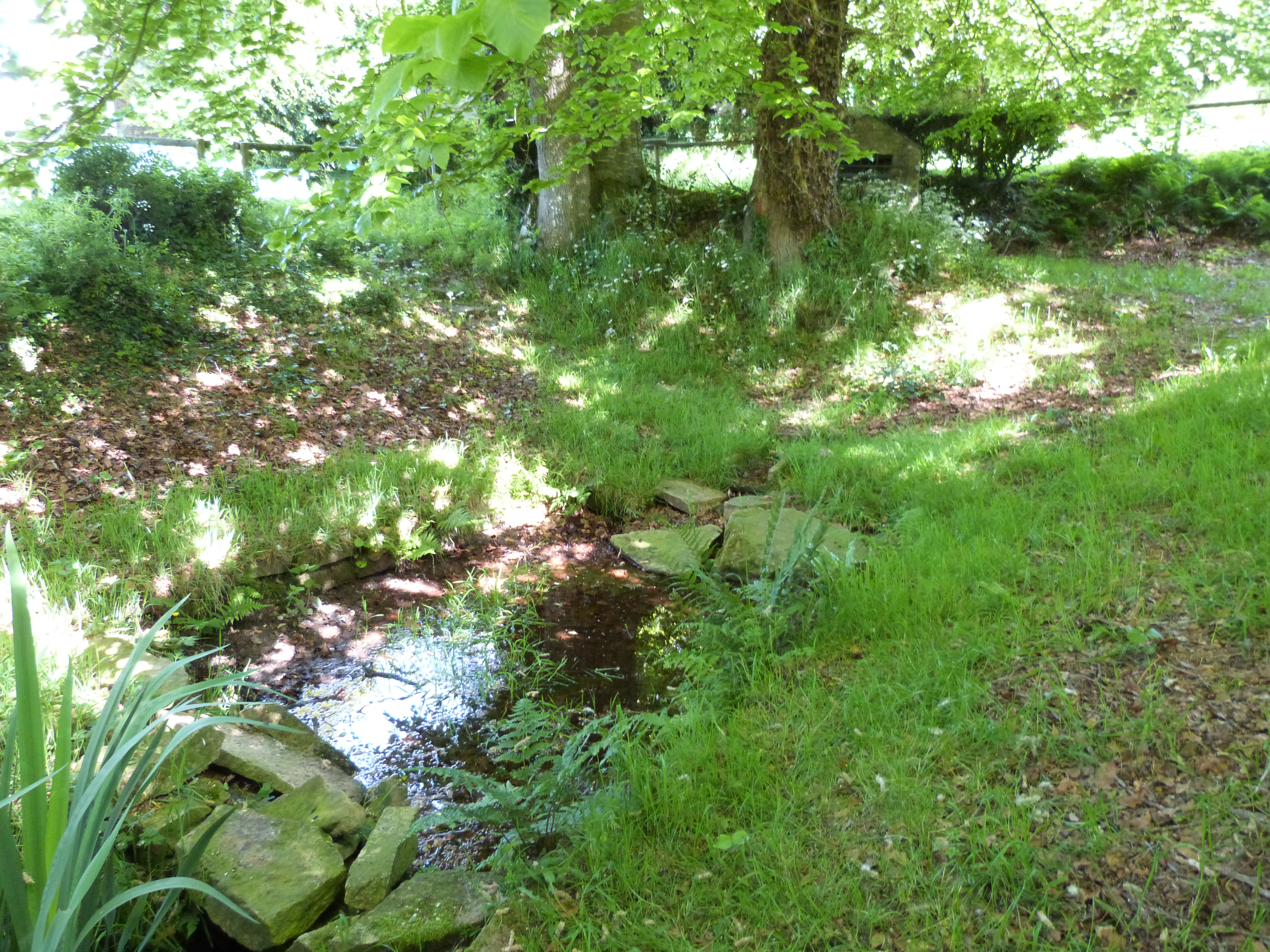
La source de la Rance.

La Rance prend sa source dans les monts du Mené, à 258 m d'altitude, sur la commune nouvelle du Mené, dans l'ancienne commune de Collinée, dans les Côtes-d'Armor.
Elle se dirige vers l'Est jusqu'à Lanrelas, puis vers le Sud-est. Sur cette portion elle traverse les communes de  Le Mené (Collinée) — Saint-Vran — Mérillac — Saint-Launeuc — Éréac — Lanrelas — Plumaugat — Saint-Jouan-de-l'Isle — La Chapelle-Blanche — Caulnes — Guitté — Guenroc — Plouasne — Saint-Maden — Tréfumel — Saint-Juvat — Le Quiou puis Saint-André-des-Eaux.
Elle reçoit le Guinefort (une rivière de 18 km, en provenance de l'Ouest) et le canal d'Ille-et-Rance, au niveau de la commune d'Évran.
À la hauteur de Guenroc, le barrage de Rophémel crée une retenue de 5 millions de m3. Celle-ci alimente en eau potable la ville de Rennes. Le barrage mesure 26 m de haut, pour une longueur de 126 m à son sommet, il abrite, en outre, une usine hydroélectrique.
La surface de bassin versant de la Rance est de 380 km2 en amont de Guenroc. Le module y est de 2,57 m3/s. Le débit spécifique est de 6,8 litres/s par km2 et la lame d'eau écoulée dans son bassin versant de 214 mm/an. Ce sont des valeurs très faibles.
Le débit journalier maximal a été mesuré le 5 janvier 2001 et était de 80,2 m3/s. À l'étiage, le débit peut descendre jusqu’à 0,017 m3/s en cas de période quinquennale sèche.

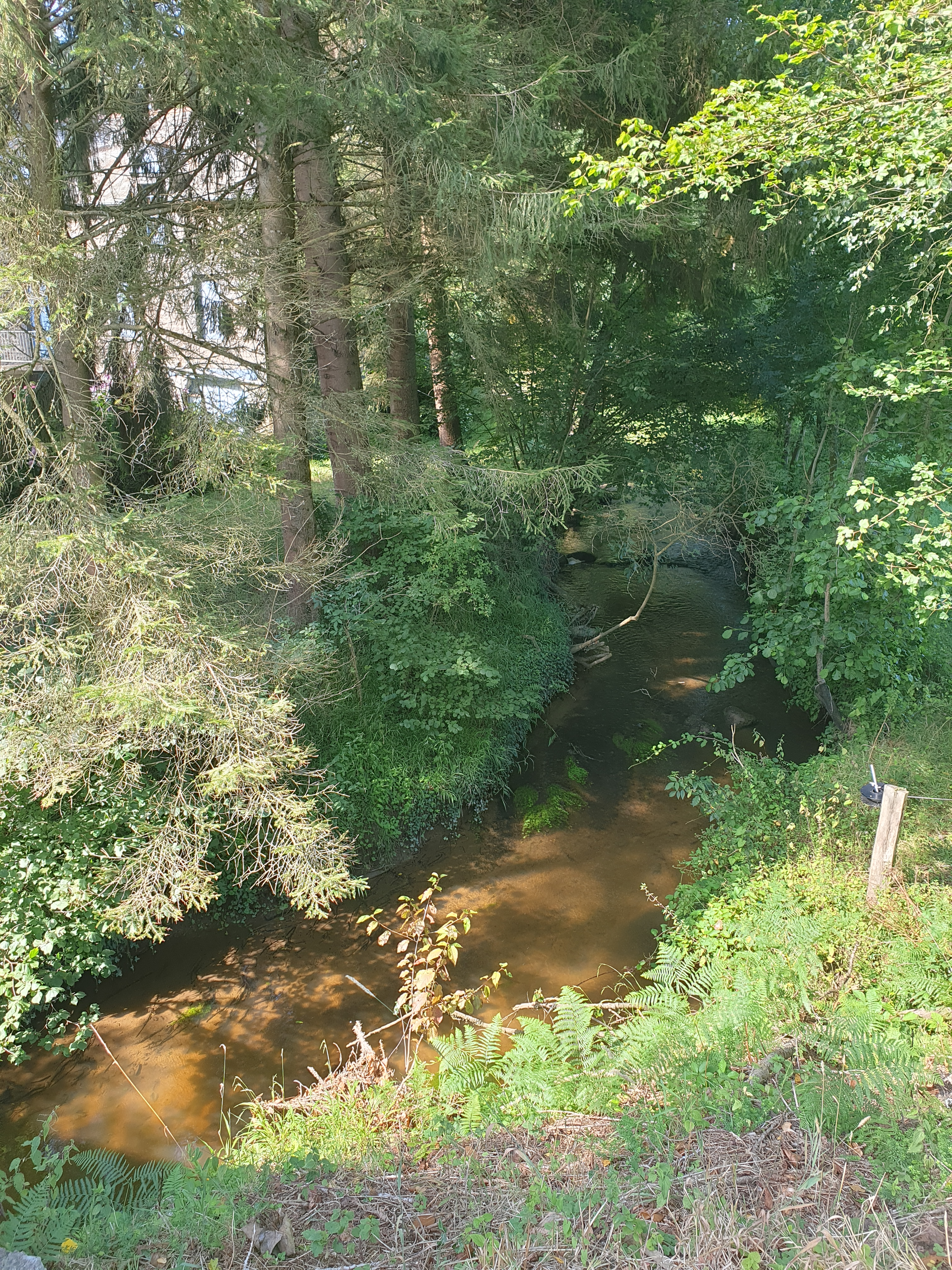
La Rance au Guévon, Saint-Vran.
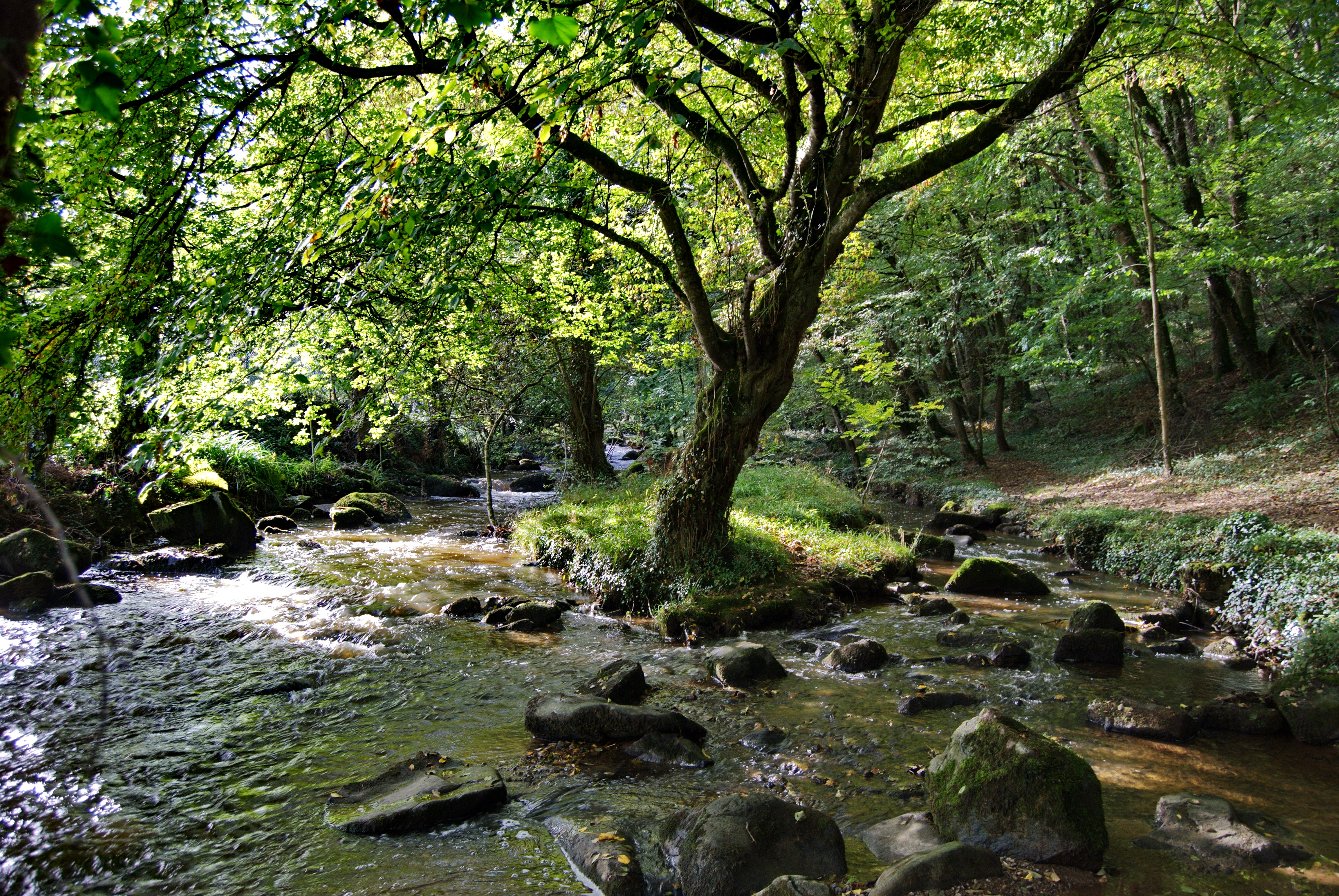
Lanrelas - Les chaos de la Rance (site des Aulnais).
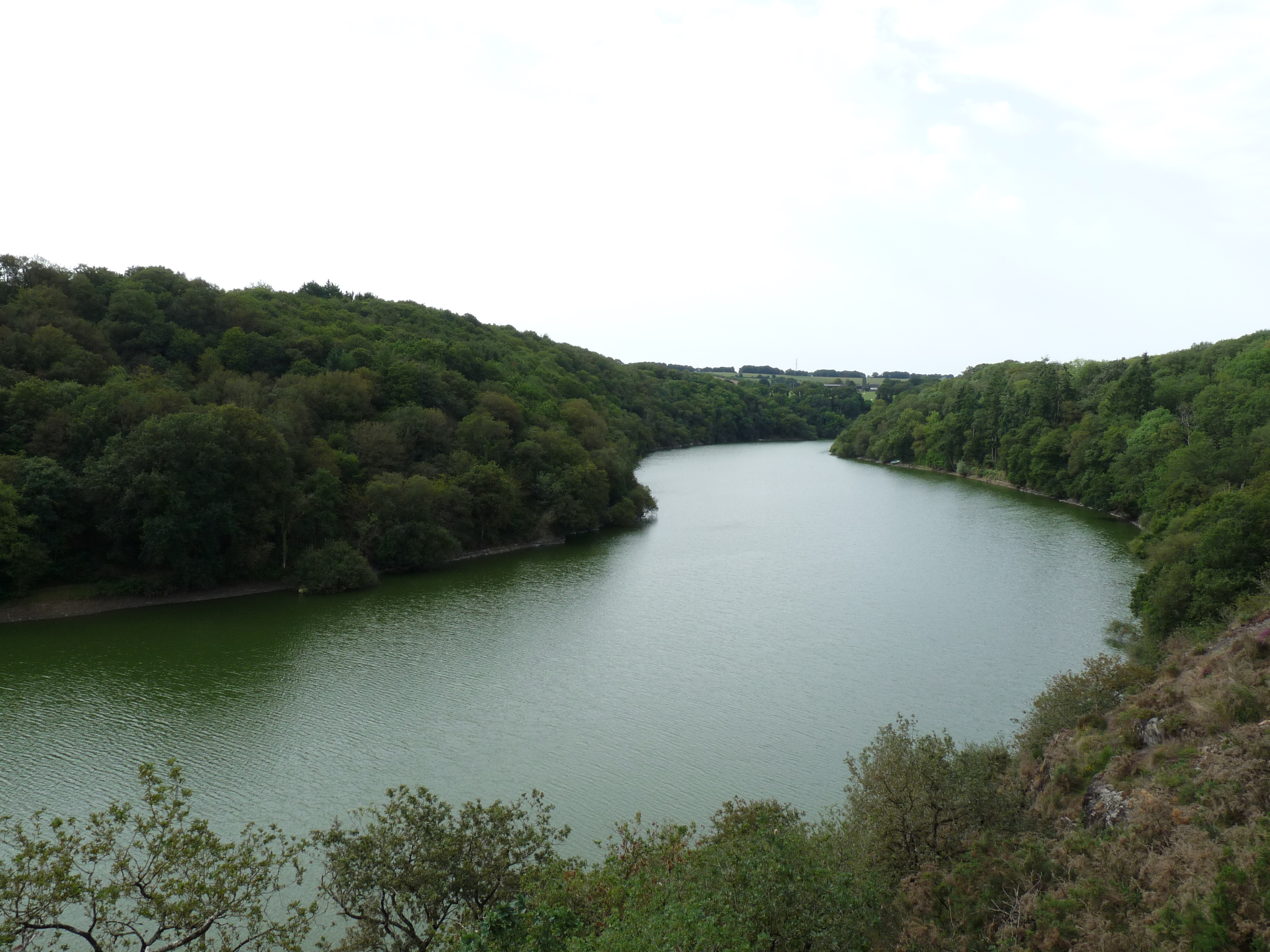
Lac de Rophémel, à Guenroc.

### Rance canalisée et canal d'Ille-et-Rance
Le canal rejoint la Rance à la hauteur d'Évran, après avoir suivi le Linon (une rivière de 36 km) à partir de sa confluence avec le Donac.
Elle coule, ainsi canalisée, jusqu'à l'écluse du Châtelier à Saint-Samson-sur-Rance.
- Sur sa rive ouest : Calorguen — Saint-Carné — Dinan — Taden et
- sur sa rive est : Les Champs-Géraux — Lanvallay — Saint-Hélen — La Vicomté-sur-Rance.

Le fleuve s’élargit au niveau de Taden, formant un bassin appelé « plaine » localement, inutile cependant d'espérer y faire paître du bétail, c'est un site de repos pour les mouettes et autres canards.
La route départementale 57, passant par l'écluse du Châtelier, relie les lieux-dits « La Hisse » (rive ouest) et « Lyvet » (rive est).

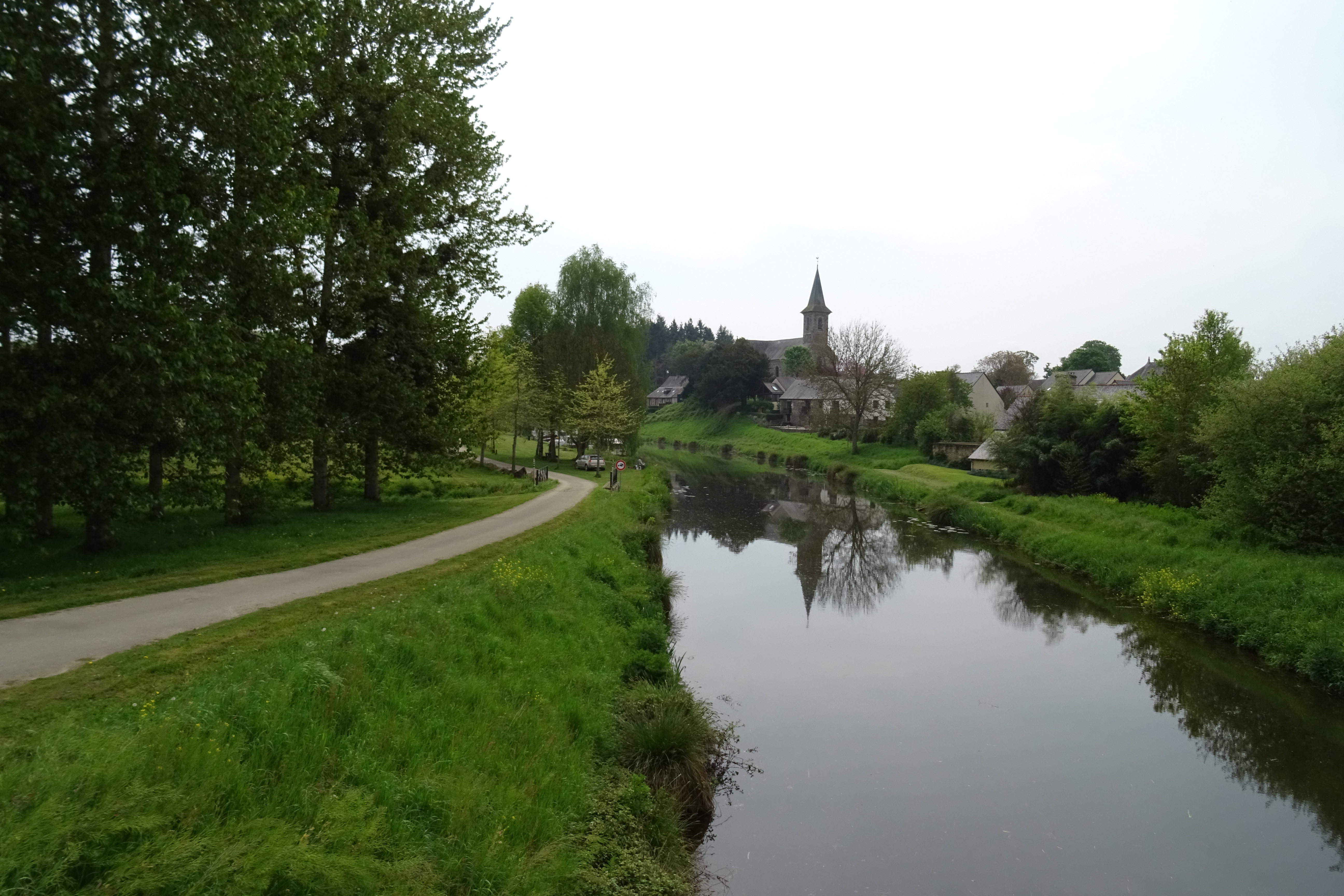
La Rance à Calorguen.
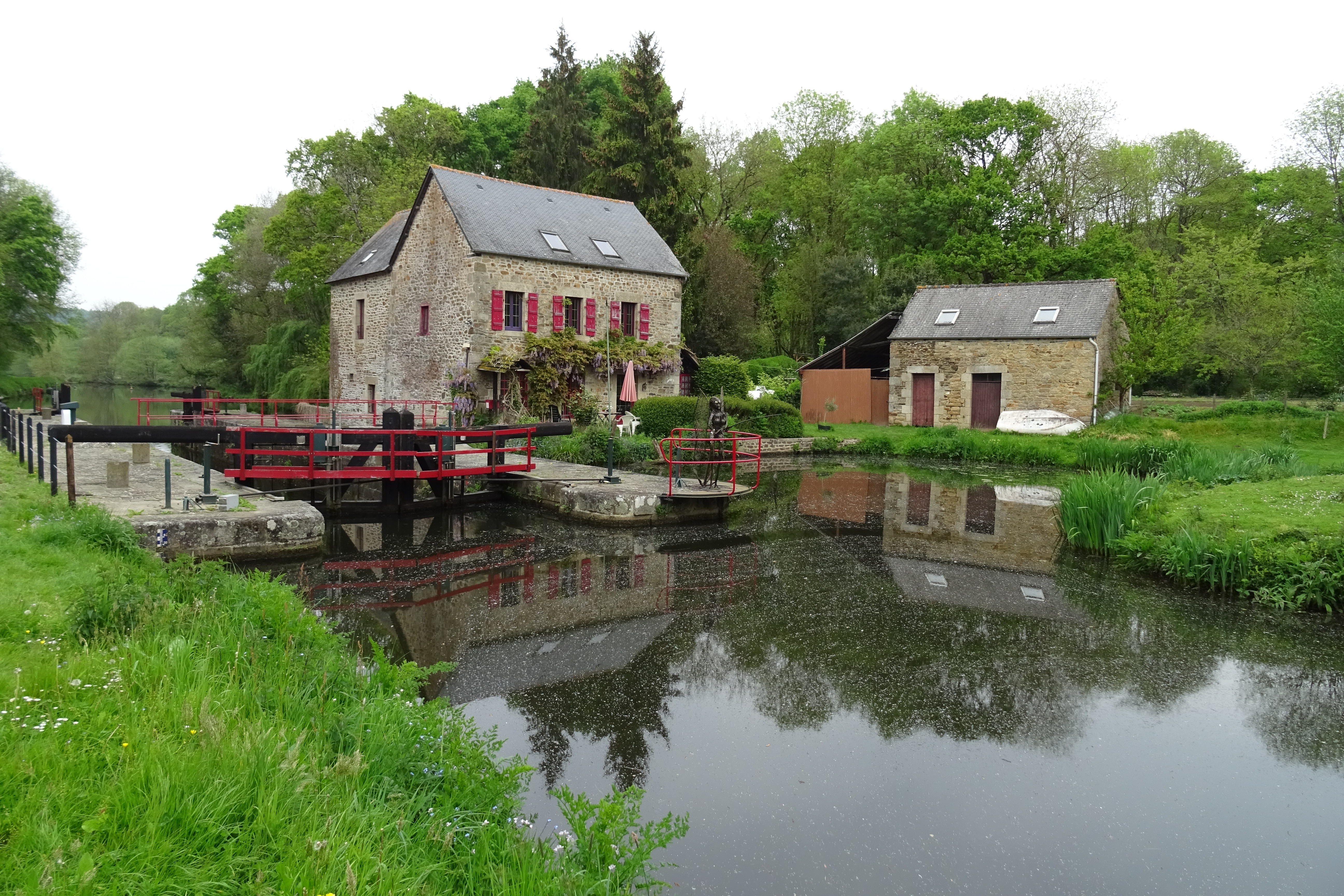
Les villots, à Léhon.
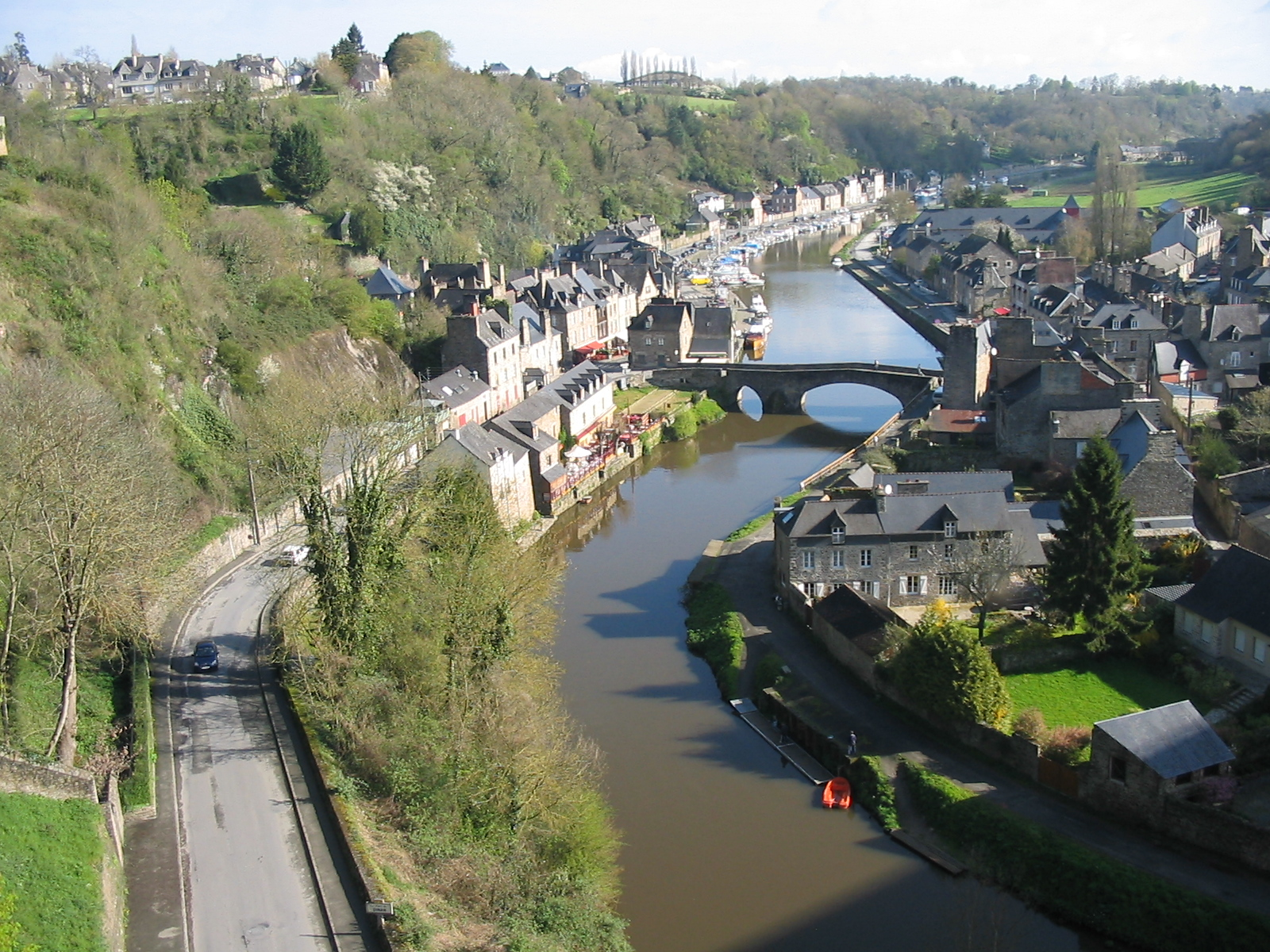
La Rance à Dinan, vue depuis le viaduc.
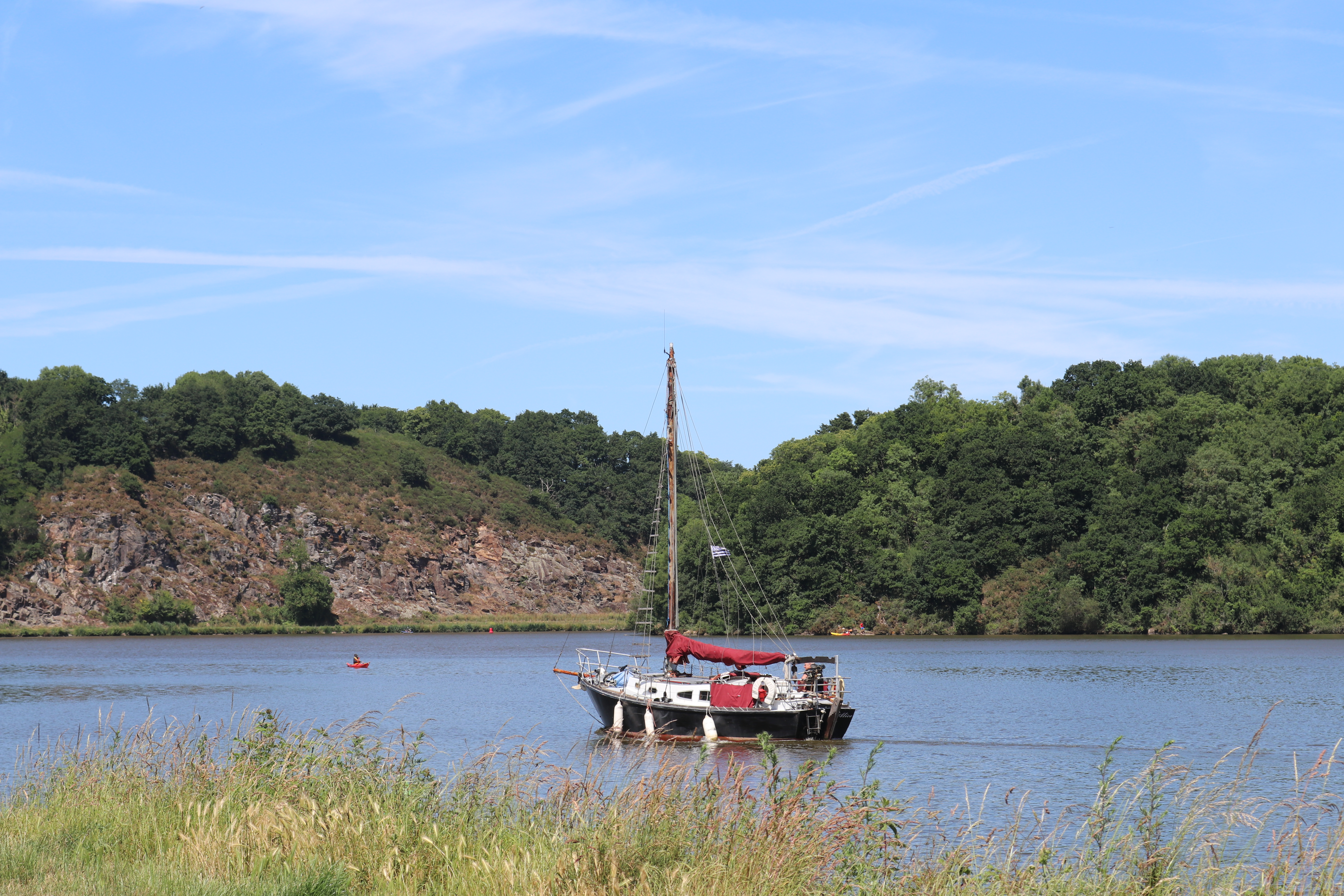
La "Plaine Taden" , un élargissement de la Rance à Taden.
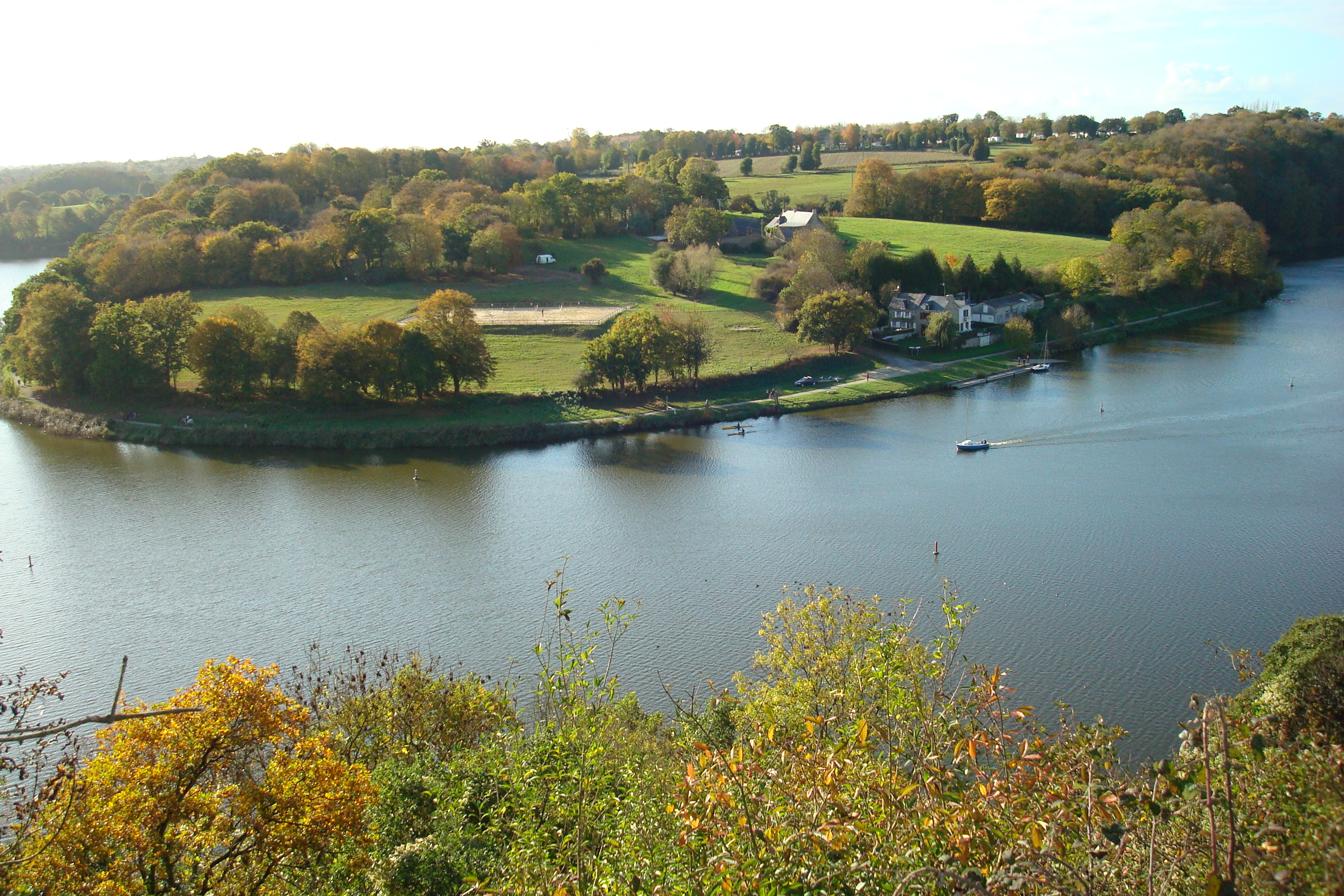
La Rance à un niveau d'eau élevé, à La Vicomté-sur-Rance.
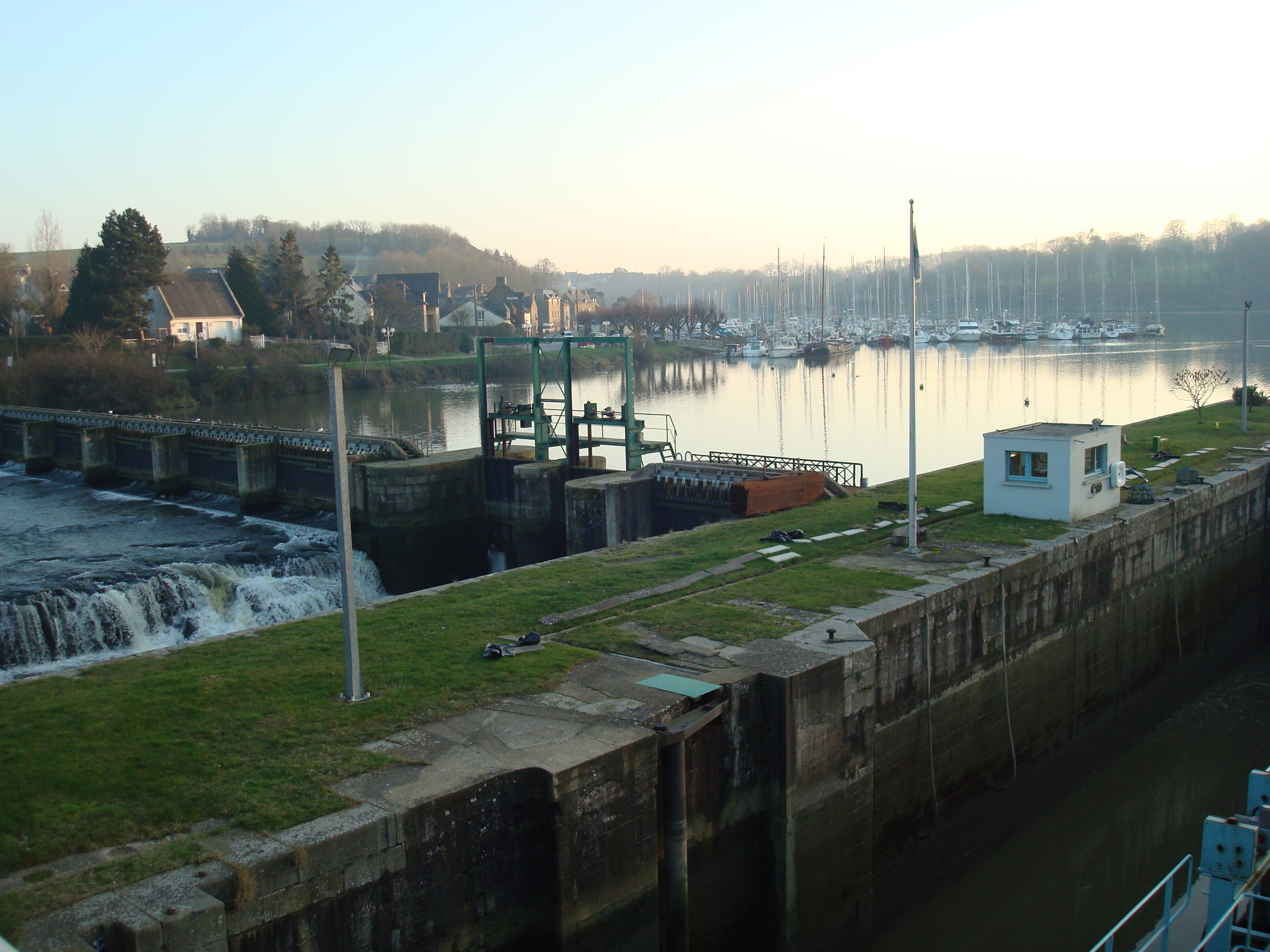
L'écluse du Châtelier (La Vicomté-sur-Rance).

### Rance maritime

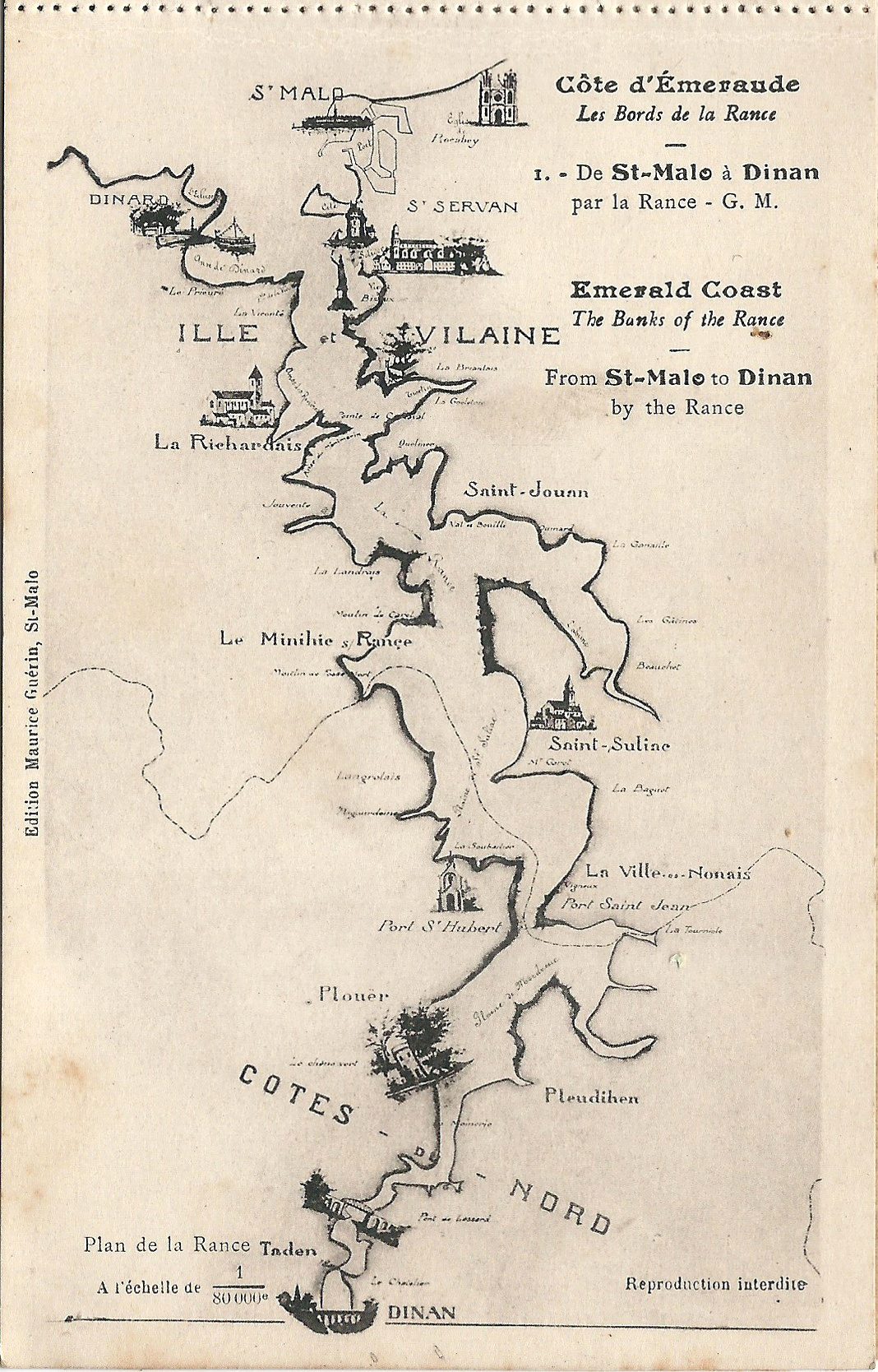
Carte touristique de la Côte d'Émeraude figurant la Rance maritime.

La Rance quitte sa partie fluviale telle qu'elle est définie dans le Sandre et devient la Rance maritime en aval de l'écluse du Châtelier, sur la commune de Saint-Samson-sur-Rance, la limite de salure des eaux jusqu'à l'océan Atlantique où elle s'y jette, entre les communes de Saint-Malo et Dinard. Après l'écluse la Rance s'élargit pour former la "Plaine de Mordreuc", puis la "Plaine de Saint-Suliac".
On y trouve :
- en rive gauche : Plouër-sur-Rance et Langrolay-sur-Rance dans le département des Côte d'Armor, puis Pleurtuit, Le Minihic-sur-Rance, La Richardais et Dinard, en Ille-et-Vilaine ;
- en rive droite : Pleudihen-sur-Rance, La Ville-ès-Nonais, Saint-Suliac, Saint-Jouan-des-Guérets et Saint-Malo.

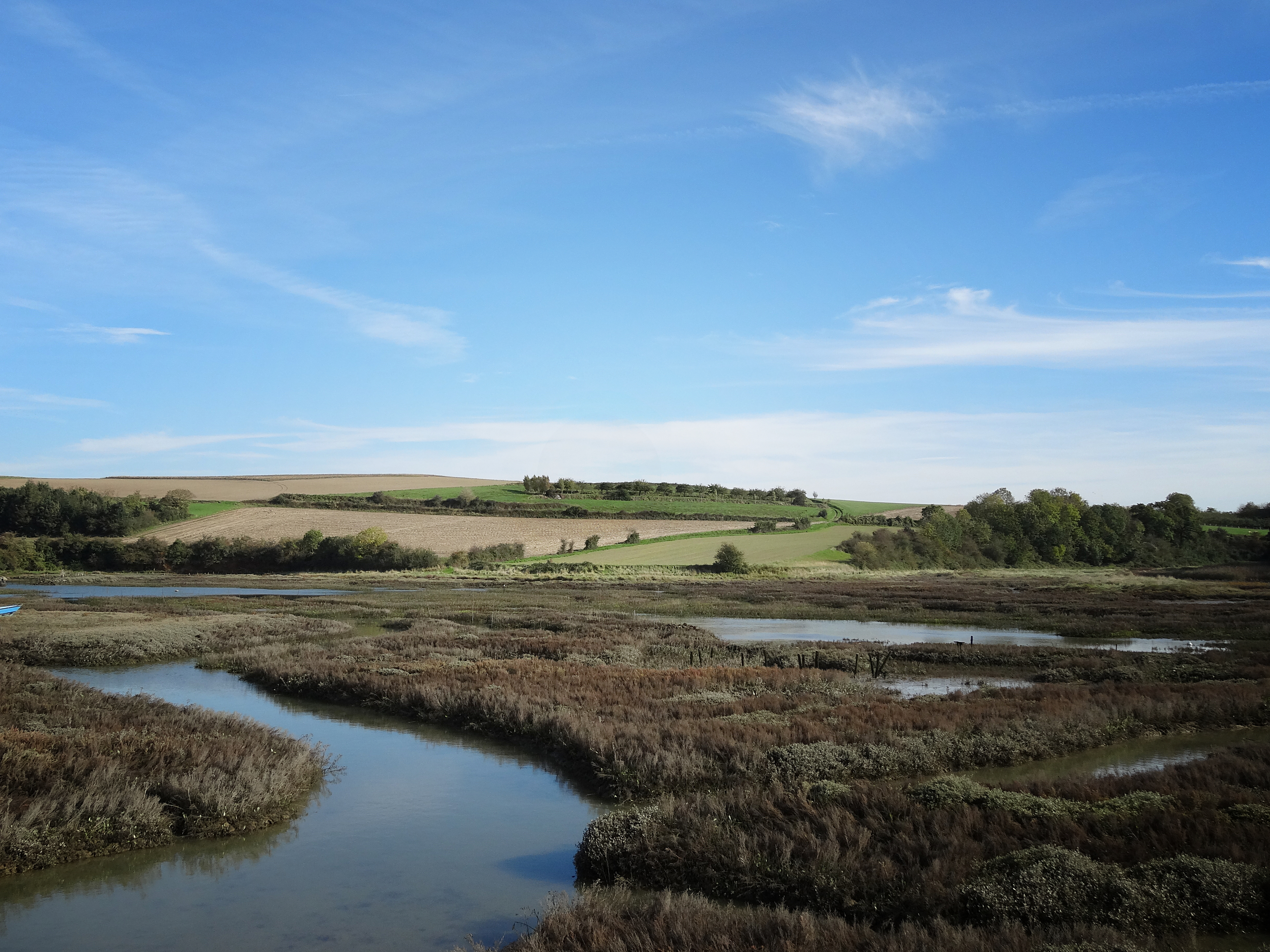
Cale de Mordreuc, Pleudihen-sur-Rance.
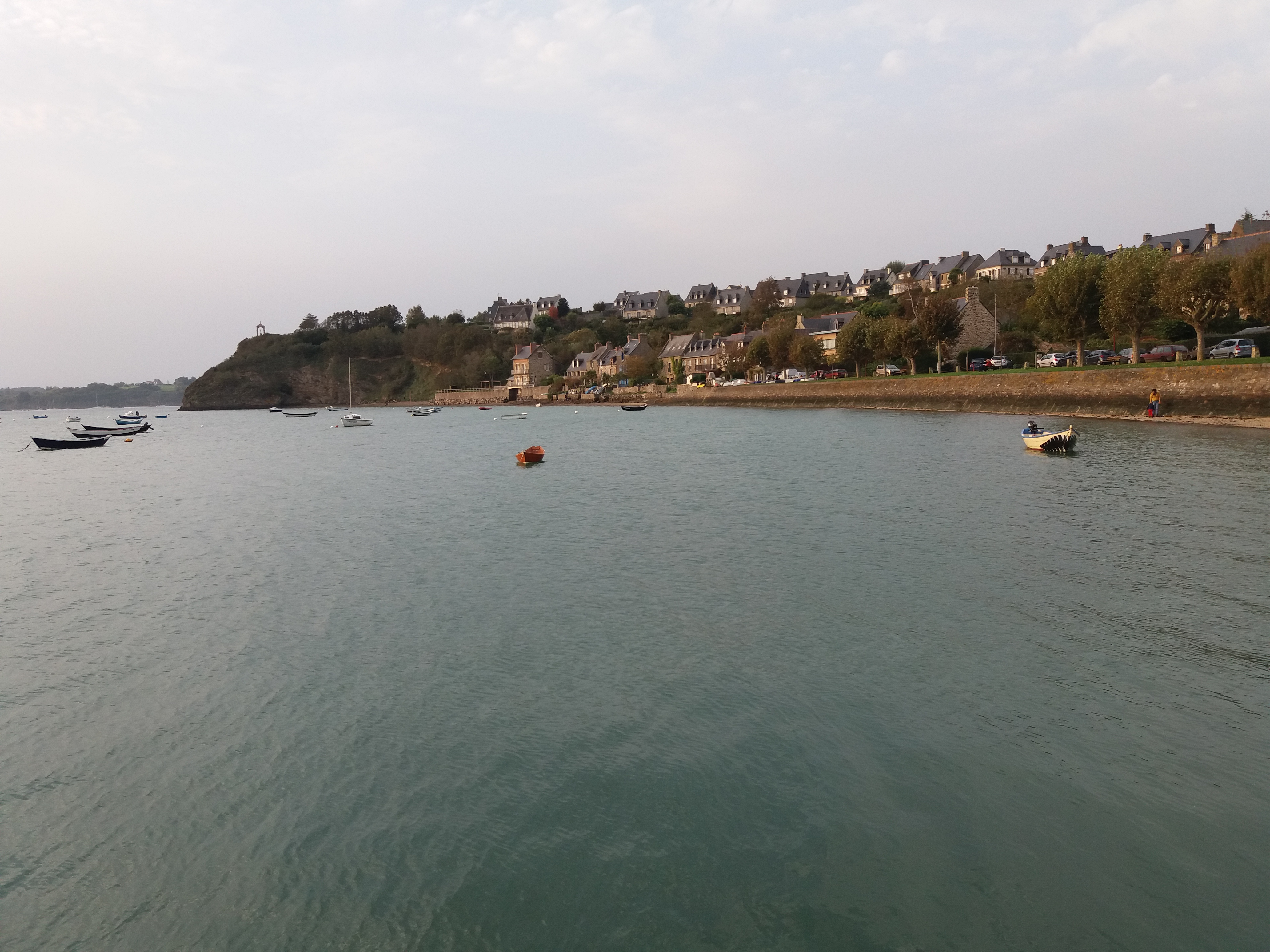
Le bourg de Saint-Suliac, vu depuis la Rance.
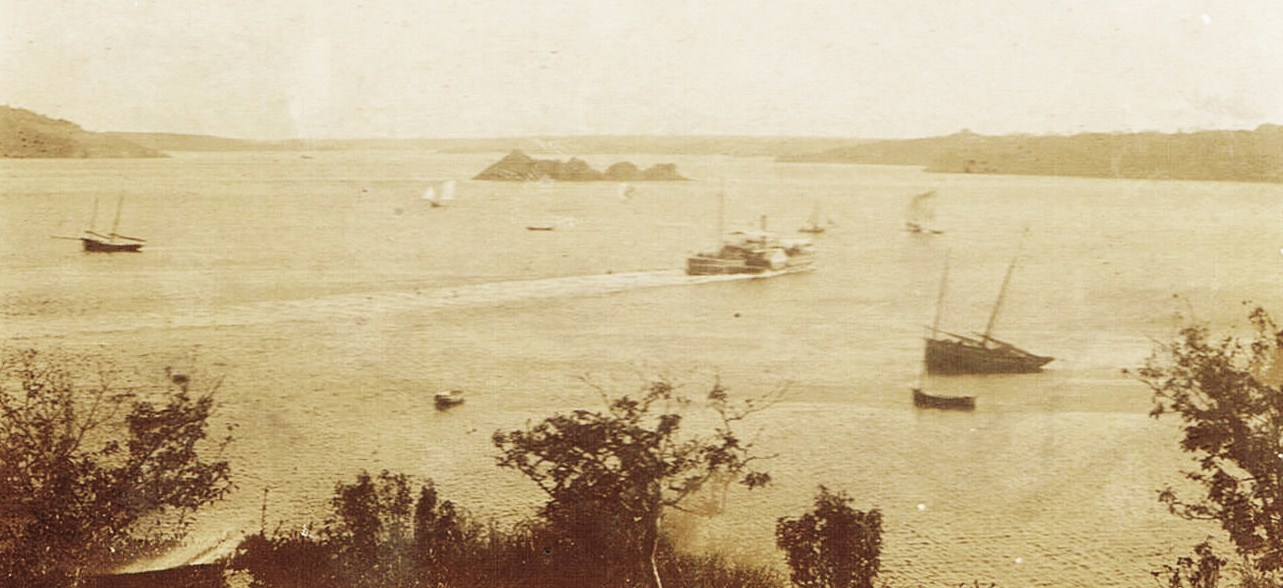
La ria de la Rance depuis la maison de l'académicien Louis Duchesne, au début du XXe siècle, avant la construction du barrage.
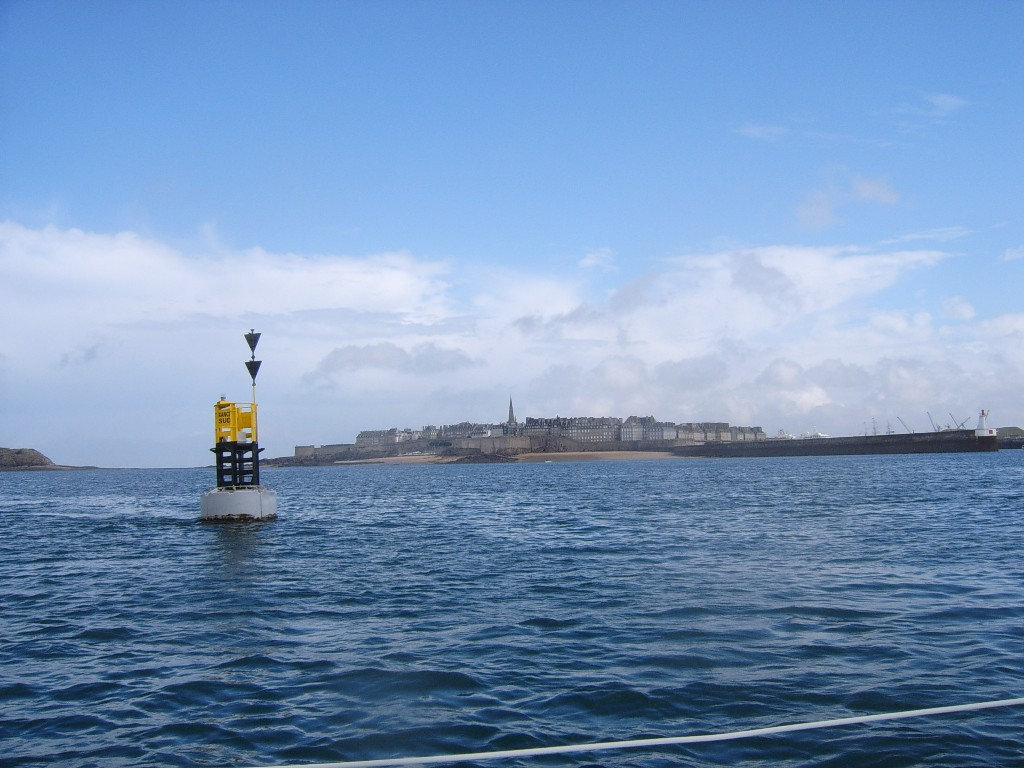
Saint-Malo dans l'estuaire de la Rance. Bouée maritime « Rance sud ».

Entre les villes de Dinard et Saint-Malo, le barrage de la Rance barre l'estuaire. Cet ouvrage a été construit entre 1961 et 1966, il définit aujourd'hui le régime hydrologique de la Rance maritime.

## Affluents
Les principaux affluents de la Rance sont, d'amont en aval :
- le Frémeur (rg[note 2]), 19,57 km ;
- le Néal (rd), 21,32 km ;
- le Hac (rd) 16,61 km ;
- la Vallée (rg) 12,03 km ;
- le Guinefort (rg), 17,91 km ;
- le Linon (rd), 36,47 km ;
- le ruisseau de Coëtquen (rd) 17,14 km.

## Hydrologie
Son régime hydrologique est dit pluvial océanique.

## Ouvrages d’art

### Barrages et écluses

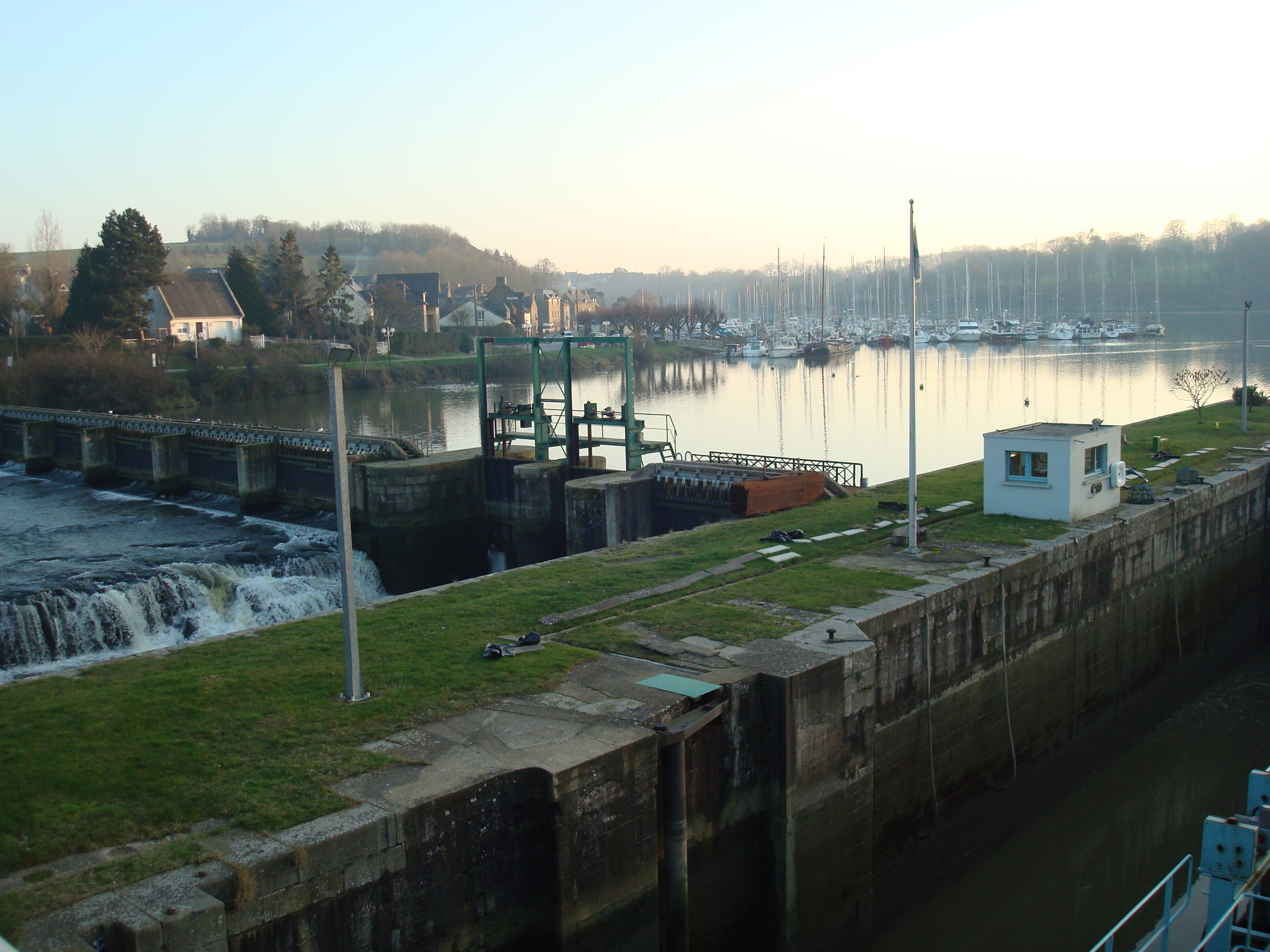
L'écluse du Châtelier (La Vicomté-sur-Rance).

- La Rance est barrée près de son embouchure par le barrage à écluses de l'usine marémotrice de la Rance qui exploite les ressources des fortes marées s'engouffrant dans son estuaire pour produire de l'électricité.
- L'écluse du Châtelier marque la limite entre la Rance fluviale (eau douce) et la Rance maritime (eau saumâtre), soumise aux marées décalées de l'usine marémotrice.
- D'autres écluses permettent aux bateaux de rejoindre le canal d'Ille-et-Rance.
- Le barrage de Rophemel sur la commune de Guenroc, près de Caulnes, retient 5 millions de m3 d'eau.

### Ponts
La Rance est traversée par de nombreux ponts, notamment, en remontant son cours de Saint-Malo à Léhon :
- le barrage de la Rance qui porte la route départementale D 168 depuis le 1er juillet 1967 ;
- le pont Châteaubriand (1991) portant la route nationale 176 ;
- le pont Saint-Hubert (1928, reconstruit en 1959), à quelques dizaines de mètres du précédent, portant la route départementale 366 ;
- le viaduc ferroviaire de Lessard (1879, reconstruit en 1950) portant la ligne de Lison à Lamballe (reliant Cherbourg à Brest) ;
- l'écluse du Châtelier ;
- le vieux pont de Dinan ;
- le viaduc de Dinan (1858) ;
- le vieux pont de Léhon.

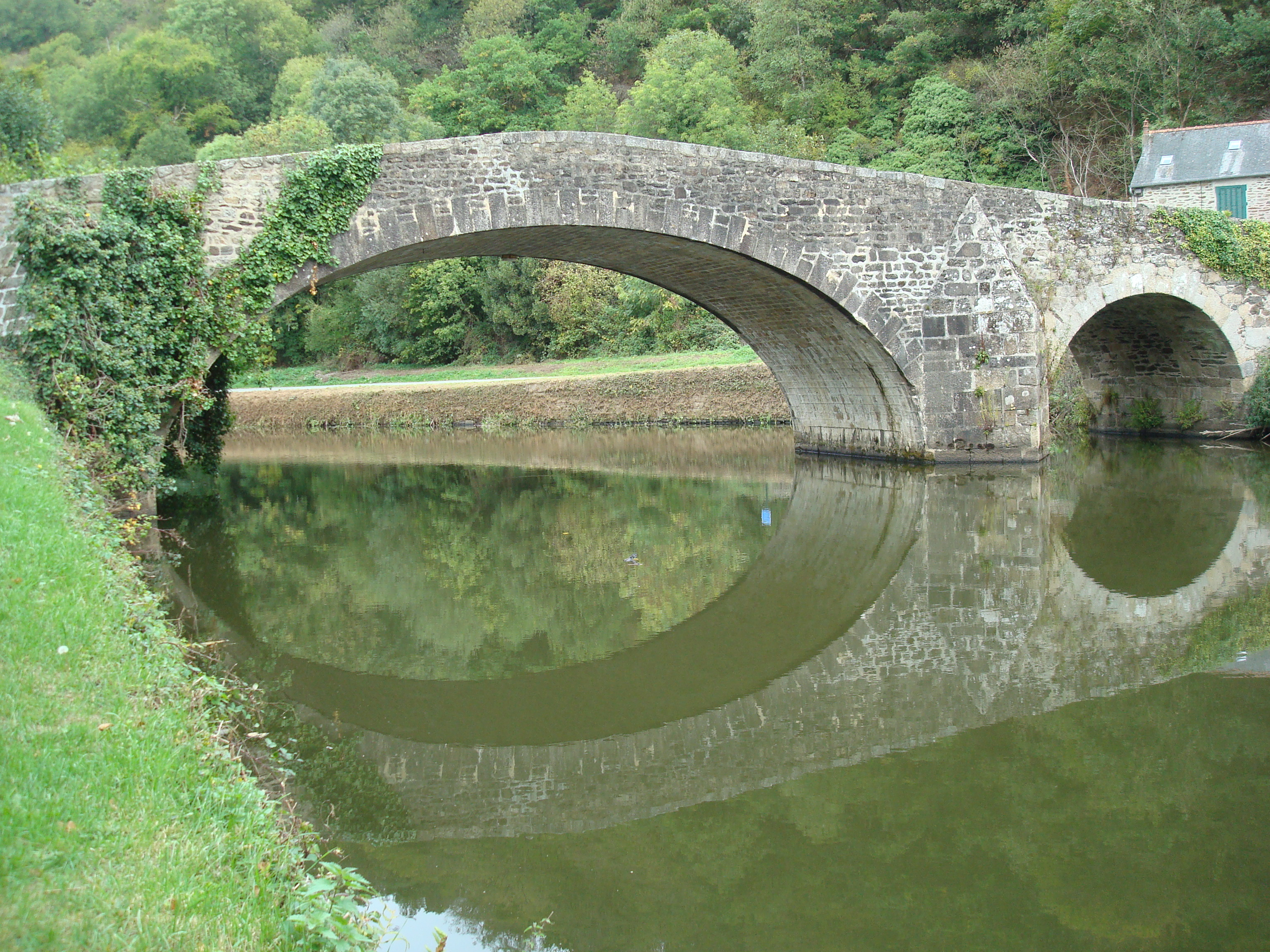
Pont de Léhon, XVIIe siècle.
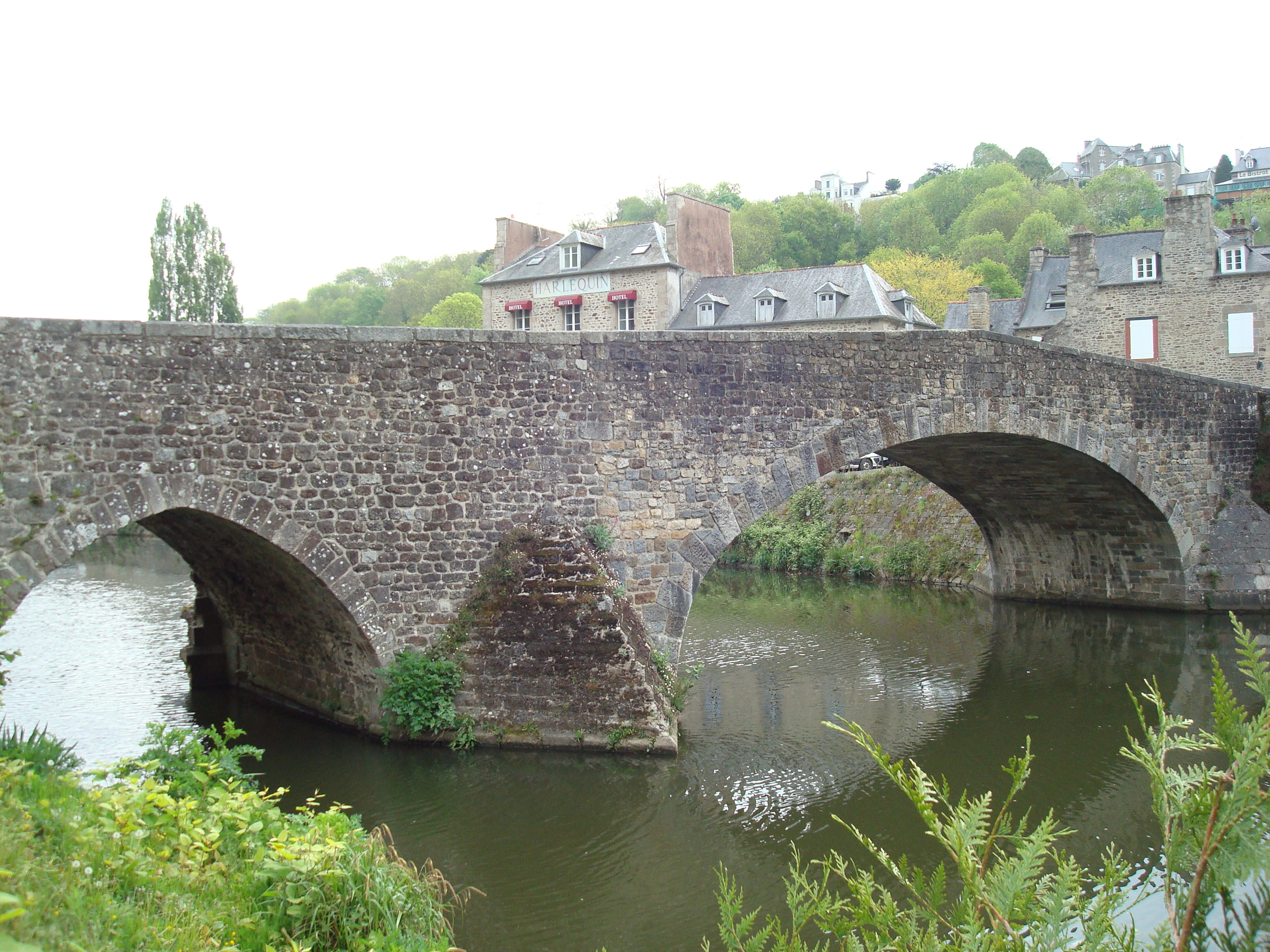
Le vieux pont de Dinan.
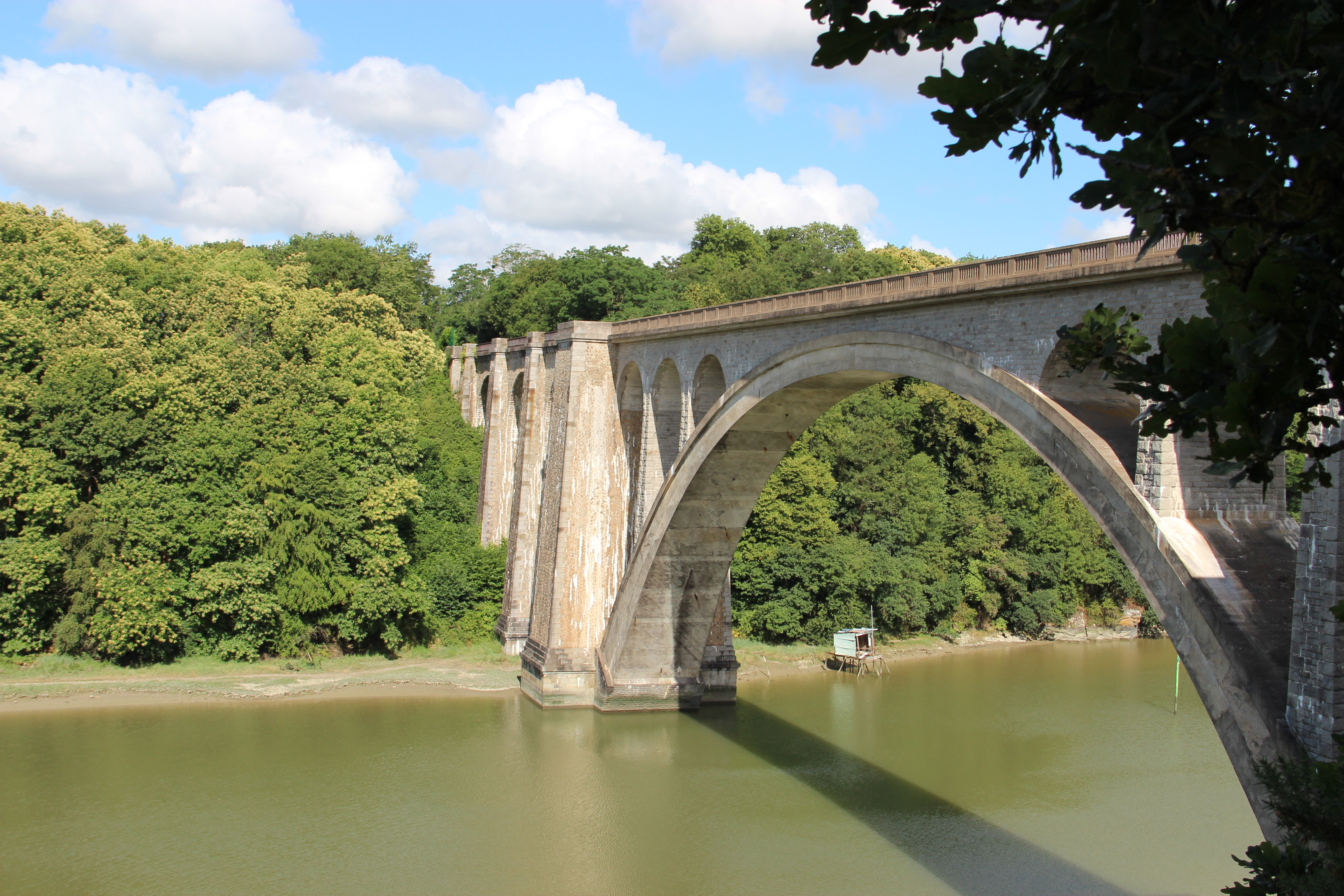
Viaduc ferroviaire de Lessard.
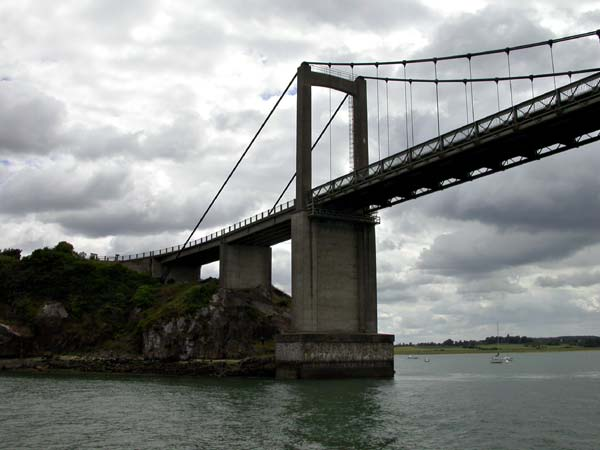
Pont Saint-Hubert.

## L'habitat rural dans la vallée de la Rance
Dans la vallée de la Rance, les maisons des paysans aisés du Pays des Faluns datant de la fin du XVIIe siècle ou du XVIIIe siècle (Tréfumel, Le Quiou, Saint-Maden, Plouasne, Trévron, Guitté, Longaulnay, Saint-Juvat, etc..), riches laboureurs et marchands de toiles (analogues aux juloded du Léon) possèdent des lucarnes en pierre de taille (en calcaire des faluns) richement ornés (pilastres cannelés, frontons triangulaires ou en arc de cercle), par exemple à la Ville-Ferrer en Guitté, à la Cossuais en Langaulnais, au Tertre en Plouasne, à la Ville-Boudet en Saint-Juvat, à la Bigotais en Saint-Maden, etc.

## Environnement
La quasi-totalité de l’estuaire de la Rance est couvert par plusieurs zones naturelles d'intérêt écologique, faunistique et floristique (ZNIEFF) de type 1 et 2 :
- Bras de Châteauneuf de 298 hectares[11] ;
- Île Notre-Dame de 4 hectares[12] ;
- Anse de la Richardais de 83 hectares[13] ;
- Anse de Gareau en Saint-Suliac et La Ville-es-Nonais, de 90 hectares[14] ;
- Anse de Pleudihen de 223 hectares[15] ;
- l’estuaire de la Rance de 6 356 hectares[16] qui est également un site naturel classé sur 3 127 hectares depuis mai 1995[17] ;

### L'envasement de la Rance
L'envasement de la partie aval de la Rance est un phénomène naturel commun à tous les estuaires. Mais il s'est accentué depuis la construction du barrage de la Rance, l'estuaire n'étant plus soumis à l'effet « chasse-d'eau » engendré par le jeu des marées, qui sont de plus à fort coefficient.
« L’estuaire de la Rance, milieu maritime singulier et remarquable, se dégrade de jour en jour et s’envase » déplore l'association Rance Environnement. Le chenal navigable en aval du port de Dinan devenant difficilement utilisable (7 bateaux échoués dans la vase pendant l'année 2017) , EDF a dû réaliser des travaux de désenvasement en 2018, principalement au niveau de l'écluse du Châtelier (entre Saint-Samson-sur-Rance et La Vicomté-sur-Rance), et procéder à des lâchers d'eau brutaux pour rendre le chenal à nouveau facilement navigable par effet de chasse-d'eau.
En février 2021, un robot dragueur de 5 mètres de largeur, haut de 3,5 mètres, mis au point par EDF et Watertracks (une start-up spécialisée dans les travaux sous-marins robotisés), baptisé « Nessie », a été utilisé de manière expérimentale pour aspirer les sédiments, les diluer et les rejeter à marée descendante et valider ou non cette technique de désenvasement.
En juillet 2021, les maires des communes riveraines de la Rance maritime (Saint-Malo, Dinard, Dinan, Pleurtuit, etc.) ont créé officiellement un collectif qui existait en fait déjà de manière informelle depuis 2014. Ils reprochent à l'État son inaction et demandent que l'électricité produite par l'usine marémotrice de la Rance soit classée « électricité verte » ; la tarification plus avantageuse qui en découlerait permettrait de trouver un financement pour le désenvasement.

### Aménagement et projets de territoire
Le Parc naturel régional Vallée de la Rance - Côte d'Émeraude protège depuis 2024 66 communes, du Cap Fréhel à la Pointe du Grouin (Cancale), d'Ouest en Est, et de Saint-Malo à Guitté, 20 km au sud de Dinan, du Nord au Sud. La Rance est incluse dans ce périmètre.

## Bateaux de la Rance

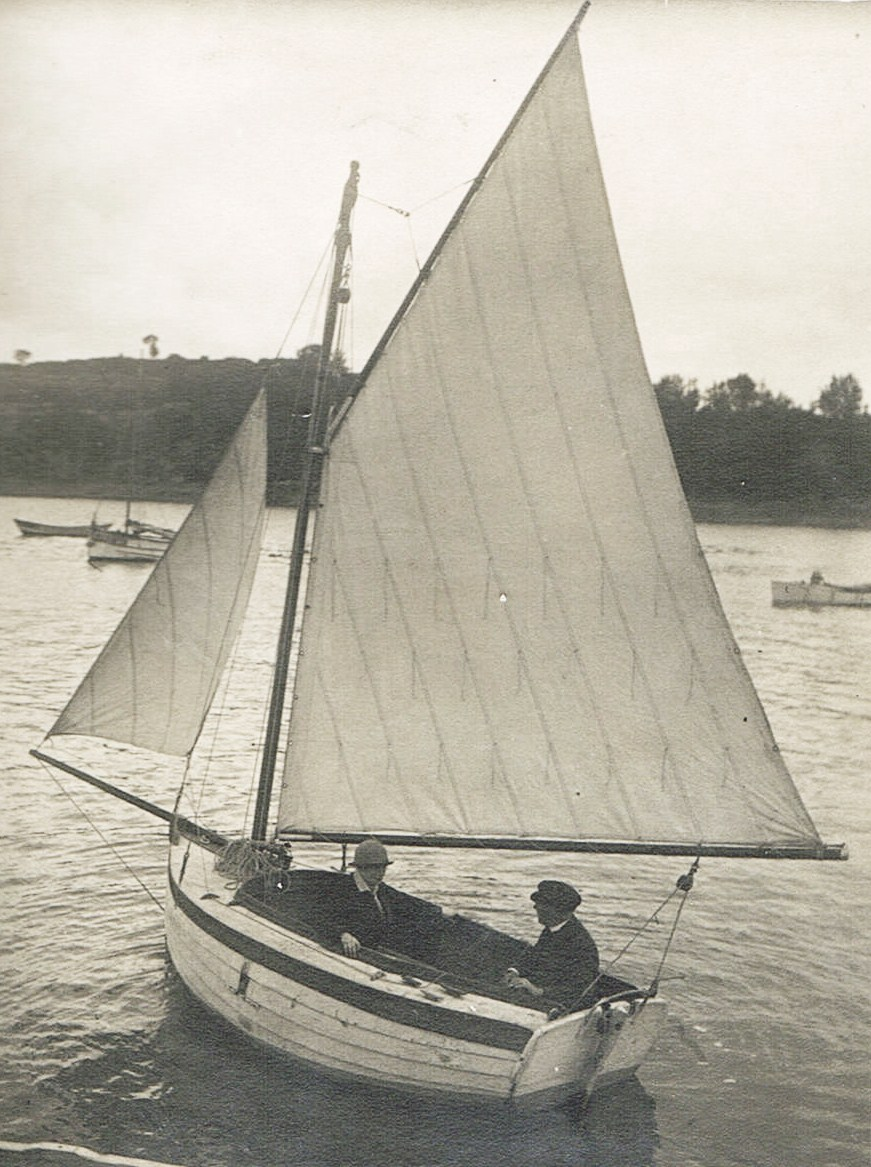
Un misainier typique de la Rance.

À compter de Saint-Servan-sur-Mer, le fleuve côtier comptait nombre d'entreprises de construction navale dont beaucoup ont depuis disparu. Elles fabriquaient notamment des bateaux typiques des bords de Rance, notamment des gabares de Pleudihen-sur-Rance chargées de l'approvisionnement en fagots de la proche cité corsaire et pour les fours à chaux de la grève éponyme de Saint-Servan, les waris, les doris et les canots de Rance, les macrotiers de Saint-Malo, les chippes de Saint-Suliac pour la pêche aux lançons, les bateaux carrelets du Châtelier, les plus grands cotres, sloops et bocqs aux voilures audacieuses pratiquaient le cabotage de saison en Rance, dans la Baie de Saint-Malo ou bien plus loin, etc.